# Guadalupealka
Guadalupealka (Synthliboramphus hypoleucus) är en fågel i familjen alkor inom ordningen vadarfåglar. Den häckar enbart på några få öar utanför västra Mexikos kust.

## Utseende och läten
Guadalupealkan är en liten (40 cm) alka med tunn och kort svart näbb, svart ovansida med gråaktig anstrykning och vit undersida. Den är mycket lik kalifornienalka, tidigare behandlad som underart, men är vit på tygel, örontäckare och i ett ögonbrynsstreck framför ögat där den senare är svart. Näbben är också tunnare och längre. Även mycket lika mexikansk alka saknar det vita i ansiktet och har dessutom svart ner på bröstsidan och sotfärgade vingundersidor. Lätena är mest lika mexikansk alka, ett syrseliknande skallrande läte snarare än de ljusa visslingarna hos kalifornienalkan.

## Utbredning och systematik
Arten häckar i ögruppen San Benito samt Guadalupe utanför Baja California i nordvästra Mexiko. Utanför häckningstid antas de flesta individer hålla sig kvar i häckningsområdet, men vissa sprider sig norrut till Kaliforniens och Oregons kust i USA. Tillfälligt har den påträffats i Kanada. Tidigare betraktades kalifornienalka (Synthliboramphus scrippsi) som en underart, men den anses nu vara en fullgod art efter studier som visar på skillnader i utseende, genetisk och läten. Den häckar sympatriskt med sotvingad californiaalka i ögruppen San Benito, men genflödet dem emellan är dåligt studerat.

## Levnadssätt
Guadalupealkan häckar i havsnära branta sluttningar, kanjoner och klippor med tunn växtlighet. Den häckar som mest från slutet av mars till slutet av april. Kullen består av två ägg som läggs med åtta dagars mellanrum och ruvas i cirka 34 dagar. Födan är dåligt känd, men tros inte skilja sig nämnvärt från Scripps californiaalka, det vill säga småfisk och plankton.

## Status
Guadalupealkan häckar endast på några enstaka öar i ett litet område och tros minska i antal på grund av predation från invasiva djurarter, framför allt katt. Internationella naturvårdsunionen IUCN kategoriserar den därför som starkt hotad. Världspopulationen uppskattas till endast cirka 5 000 vuxna individer.